# Atturu, Chintamani
Atturu là một làng thuộc tehsil Chintamani, huyện Kolar, bang Karnataka, Ấn Độ.